# Liste des évêques de Fresno
La liste des évêques de Fresno recense les noms des évêques qui se sont succédé sur le siège épiscopal de Fresno dans l'état de Californie, aux États-Unis depuis la création du Fresno (en) (Dioecesis Fresnensis) le 6 octobre 1967 par scission du diocèse de Monterey-Fresno.

## Sont évêques
- 16 octobre 1967-26 mai 1969 : Timothy Manning
- 22 août 1969-1er juillet 1980 : Hugh Donohoe (Hugh Aloysius Donohoe)
- 1er juillet 1980-28 mai 1991 : José de Jesús Madera Uribe
- 15 octobre 1991-† 5 décembre 2010 : John Steinbock (John Thomas Steinbock)
- 1er décembre 2011- 5 mars 2019 : Armando Ochoa (Armando Xavier Ochoa)
- depuis le 5 mars 2019 : Joseph Brennan (Joseph Vincent Brennan)

## Sources
- (en) Fiche du diocèse sur catholic-hierarchy.org